# Susúa Baja (Guánica)
Susúa Baja es un barrio ubicado en el municipio de Guánica en el estado libre asociado de Puerto Rico. En el Censo de 2010 tenía una población de 4242 habitantes y una densidad poblacional de 290,24 personas por km².

## Geografía
Susúa Baja se encuentra ubicado en las coordenadas 18°0′35″N 66°53′34″O / 18.00972, -66.89278. Según la Oficina del Censo de los Estados Unidos, Susúa Baja tiene una superficie total de 14.62 km², de la cual 14.57 km² corresponden a tierra firme y (0.28%) 0.04 km² es agua.

## Demografía
Según el censo de 2010, había 4242 personas residiendo en Susúa Baja. La densidad de población era de 290,24 hab./km². De los 4242 habitantes, Susúa Baja estaba compuesto por el 78.93% blancos, el 7.61% eran afroamericanos, el 0.57% eran amerindios, el 9.57% eran de otras razas y el 3.32% pertenecían a dos o más razas. Del total de la población el 99.65% eran hispanos o latinos de cualquier raza.